# Марк Юлій Вестін Аттік
Марк Юлій Вестін Аттік (лат. Marcus Iulius Vestinus Atticus; ? — 65) — державний діяч Римської імперії, консул 65 року.

## Життєпис
Походив з заможної родини. Син Луція Юлія, Вестіна, префекта Єгипту у 60—62 роках. Не особливо втручався у політичні справи. Мав дружні стосунки з імператорами. У 65 році призначено консулом разом з Авлом Ліцинієм Нервою Сіліаном. Втім вже у квітні був звинувачений в участі у змові Пізона проти Нерона, запроторений до в'язниці, де наклав на себе руки. Ймовірно причиною звинувачення стало бажання імператора Нерона відібрати у Вестіна його дружину. Тому під приводом змови Марка Юлія Вестіна було знищено.

## Родина
Дружина — Статілія Мессаліна
Діти:
- син Аттік Юлій Вестін (64—88)